# 数学の年表
本項目は、純粋数学と応用数学の歴史に関する年表である。

## 年表

### 先史時代

#### 紀元前10世紀以前
- 紀元前70,000年頃 — 南アフリカ人が、黄土岩に刻み跡をつけることにより幾何学的パターンで装飾する[1]。
- 紀元前35,000年～紀元前20,000年頃 — アフリカとフランスで、時間を計量するための初期の先史的な試みが行われる[2][3][4]。
- 紀元前20,000年頃 — ナイル川流域のイシャンゴの骨より、素数と掛け算を示唆する刻み跡が残される。
- 紀元前3400年頃 — メソポタミア文明において、シュメール人が命数法と度量衡を人類で初めて発明する。
- 紀元前3100年頃 — エジプト文明において、初期の十進法が新たな記号を用いて不確かながら行われるようになる[5]。
- 紀元前2800年頃 — インド亜大陸のインダス文明において、インダス文明の度量衡に基づく10進法による比率が用いられたほか、その最小単位を長さ1.704mm、重さ28gとする。
- 紀元前2700年 — エジプト文明において正確な測量の始まりとなる作業が行われる。
- 紀元前2400年 — エジプト文明において天文暦が作成された。この暦は数学的な規則性の高さから中世においても使用されていた。
- 紀元前2000年頃 — メソポタミア文明において、バビロニア人が60進法を用いた数記法を使用、円周率Πの値を3.125とし人類初の概算値を求める。
- 紀元前2000年頃 — スコットランドの石球、多面体の対称性をすべて含んだ様々な対称性を持つ石球が作成される。
- 紀元前1800年 — モスクワ数学パピルスに切頭体の体積を求める問題とその解法が記述される。
- 紀元前1800年頃 — ベルリンパピルス6619（英語版）に2次方程式とその解法が記述される[5]。
- 紀元前1650年 — アーメスが紀元前1850年頃から失われた数学文書を筆写してリンド数学パピルスを作り、円周率πの近似値を3.16と定めている。また円積問題にも初めて取り組んでおり、余接を用いている他1次連立方程式を解くための知識も示している。
- 紀元前1046年～紀元前256年 — 最古の中国の数学書である周髀算経が書かれる。

### 古代

#### 紀元前10～1世紀
- 紀元前1000年頃 — 分数が古代エジプト人により利用される。しかし、単位分数のみ使用され（分子が1の分数）、補間数表が他の分数の値を近似するために用いられた[6]。
- 紀元前10～5世紀頃 — インドの哲学者ヤージュニャヴァルキヤが自身の著書「Shatapatha Brahmana」の中で太陽と月の運行について記述し、太陽と月の運行が一致する現象が95年周期であると記述する。
- 紀元前8世紀頃 — ヒンドゥー教の4つのヴェーダの一つであるヤジュル・ヴェーダに無限に関する初期の概念が現れる。この書籍では「もし無限から一部を取り除いたり加えたとしても、変化後もまた無限である」と述べられている。
- 紀元前800年 — バウダーヤナ（英語版）がバウダーヤナ・シュルバ・スートラ（ヴェーダ語の幾何学文書）を記す。この書籍には2次方程式が記述されており、2の平方根を計算し、10進数5桁まで正しい値を求めている。
- 紀元前6世紀前半 — タレスが自身の名のついた様々な定理を発見する。
- 紀元前600年頃 — ヴェーダのシュルバ・スートラ（サンスクリットにおける祭壇の作り方を述べた書物）でピタゴラスの三角形を使用する。この書籍には複数の幾何学的な証明が含まれている他、円周率Πを3.16と概算している。
- 紀元前5～1世紀頃 — 通常の3次の魔方陣を扱った河図洛書が中国で作成される。
- 紀元前530年 — ピタゴラスが幾何学の命題と竪琴の琴線の振動を研究する。ピタゴラスとその弟子達は2の平方根から無理数も発見した。
- 紀元前500年頃 — インドの文法学者パーニニがアシュターディヤーイー（英語版）を書きあげる。この書籍では演算の計算順序、変換、漸化式の使用法が述べられている。この書籍はサンスクリットの文法をシステム化することを目的としていた。
- 紀元前5世紀 — ヒポクラテス（英語版）が円積問題に取り組む中で三日月形の図形を利用する。
- 紀元前5世紀 — ヴェーダ・サンスクリット幾何学の書籍「アーパスタンバ・シュルバ・スートラ」の著者であるアーパスタンバ（英語版）が円積問題に取り組んで2の平方根を計算、10進数5桁まで正しい値を求める。
- 紀元前400年頃 — インドのジャイナ教の数学者が「Surya Prajinapti」を著す。この書籍ではあらゆる数を可算、非可算、無限の3つに分類している。また、無限を5つの異なる種類に分類している。1～2方向の無限、面積の無限、あらゆる場所での無限、永久無限である。
- 紀元前4世紀 — インドの数学書で0の概念を意味するサンスクリット語の単語「Shunya」が使用される。
- 紀元前370年 — エウドクソスが面積を決定する方法として取り尽くし法について述べる。
- 紀元前350年 — アリストテレスがオルガノンにおいて論理的な理由について議論する。
- 紀元前330年 — 中国幾何学の初期の書籍である『墨子』が墨子の弟子により編纂される。
- 紀元前300年 — インドのジャイナ教数学者が「バーガバティ・スートラ」を著す。この書籍には組合せに関する初期の情報が含まれている。
- 紀元前300年 — エウクレイデス（ユークリッド）が原論の中で幾何学を公理系として研究、素数が無限に存在することを証明しユークリッドの互除法を発見する。ユークリッドは「反射光」における反射の様子を述べ、算術の基本定理（素因数分解の一意性）を証明した。
- 紀元前300年頃 — ブラーフミー数字（現代一般的に使用されている10進法の基礎となる記数法）がインドで普及する。
- 紀元前300年 — メソポタミア文明において、バビロニア人が初期の計算機であるアバカス（中東地域のそろばん）を発明する。
- 紀元前300年頃 — インドの数学者ピンガラ（英語版）が「Chhandah-shastra」を著し、人類で初めて0を数記法に取り入れる（当時は0を点で表していた）。また、二進法の記述を行い、フィボナッチ数やパスカルの三角形も人類で初めて使用する。
- 紀元前202年～紀元前186年 — 中国の漢の時代に算術書籍である算数書（英語版）が編纂される。
- 紀元前260年 — アルキメデスが円周率Πの値が3 + 1/7（約3.1429）と3 + 10/71（約3.1408）の間にあることを証明する。円の半径の2乗に円周率Πを乗じた値が円の面積に等しいこと、放物線と直線で囲まれる面積がその交点2点と直線と平行な接線が接触する1点を頂点とする三角形の面積の4/3倍になることを証明した。アルキメデスは3の平方根に対しても非常に正確な値を与えている。
- 紀元前250年頃 — 後期オルメカ文明が新世界において、プトレマイオスに先立つこと数世紀前に0の概念（shell glyph）の使用を始めていた。0を参照のこと。
- 紀元前240年 — エラトステネスがエラトステネスの篩を発見する。
- 紀元前225年 — ペルガのアポロニウスが「円錐曲線」を著し、楕円、放物線、双曲線に名称をつける。
- 紀元前206年～紀元後8年 — 算木が中国で発明される。
- 紀元前150年 — インドのジャイナ教の数学者が「シュタナンガ・スートラ」を著す。この書籍では数論の定理、数学の解法、幾何学、分数、一次方程式、二次方程式、三次方程式の解法と、置換の組み合わせについて扱っていた。
- 紀元前150年 — ガウスの消去法が中国の書籍九章算術に世界で初めて現れる。
- 紀元前150年 — ホーナー法が中国の書籍九章算術に世界で初めて現れる。
- 紀元前150年 — 負の数が中国の書籍九章算術に世界で初めて現れる。
- 紀元前140年 — ヒッパルコスが三角法の基礎を作る。
- 紀元前50年 — ブラーフミー数字の後継記数法としてのインド数字（10進法で初めて位取り記数法を使用した記数法）がインドで発展を始める。
- 紀元前1世紀 — インドの天文学者ラガダが「Vedanga Jyotisha（英語版）」を著す。この書籍は天文学について取り扱っており、太陽と月の運行に関するルールについて記述している他、天文学の記述に際し幾何学と三角法を使用している。

#### 1～10世紀
- 1世紀 — ヘロンが負の数の平方根に関する最初の言及を行う。
- 3世紀頃 — アレクサンドリアのプトレマイオスがアルマゲストを著す。
- 250年 — ディオファントスが未知数に対して与える記号を使用し、「算術」を著す。この書籍は代数学に関する初期の論文の一つである。
- 263年 — 劉徽が円周率πに対して割円術（中国語版）（取り尽くし法を用いた円周率計算法）を使用する。
- 300年 — インド数学において、10進法の計量数としての0の初期の導入が行われる。
- 300年～500年 — 中国の剰余定理が孫子により発見される。
- 300年～500年 — そろばんの計算法の記述が孫子により行われる。
- 340年頃 — アレクサンドリアのパップスが自身のパップスの定理やパップス＝ギュルダンの定理を自著に記す。
- 400年頃 — バクシャーリー写本がジャイナ教の数学者により著される。この書籍では様々な段階の無限を含む無限に関する理論を記述しており、族や2を底とする対数を扱い、平方根を10進法11桁まで求める。
- 450年 — 祖沖之が円周率πの値を小数第7位まで求める。
- 500年 — アリヤバータが「アリヤバータ＝シッダーンタ」を著す。この書籍ではまず三角関数とその概算値を求める計算方法を導入している。また、正弦関数や余弦関数の概念を定義し、正弦関数の値や余弦関数の概算値（0度から90度まで3.75度ごとの値）を与えている。
- 6世紀 — アリヤバータが日食や月食に関する天文学的な定数に対する正確な計算を与え、円周率πを小数第4位まで求める。 また、現代とほぼ同様の方法を取ることで一次方程式に対する数値解を求める方法を得ている。
- 550年 — ヒンドゥー教の数学者が位取り記数法において0に数的表現を与える。
- 7世紀 — バースカラ1世（英語版）が正弦関数に対し有理数による概算値を与える。
- 7世紀 — ブラーマグプタが2次不定方程式の解法を発明する。これは天文学の問題をとくために代数学を使用した初の例となった。彼はまた、様々な惑星の運行や場所の計算、太陽や月の出没、朔、満ち欠けの計算に対する方法を考案した。
- 628年 — ブラーマグプタがブラーマ・スプタ・シッダーンタを著す。この書籍では0の概念が明確に説明されており、現代の位取り記数法を用いたインドの数記法が完全に整備された。また、この書籍では正の数と負の数を扱う規則や平方根の値を求める方法、一次方程式や二次方程式の解を求める方法、級数の和に関する規則、ブラーマグプタの二平方恒等式、ブラーマグプタの定理に関しても取り上げている。
- 8世紀 — ヴィラセナ（英語版）がフィボナッチ数列に関する規則を与える。切頭体の体積問題に無限回の分割を用いる方法を与え、底2の対数を扱いその仕組みを知る。
- 8世紀 — シュリダーラ（英語版）が球の体積の公式と二次方程式の解の公式を与える。
- 773年 — カンカーがインドの算術天文学やインドの数記法を説明するため、ブラーマグプタのブラーマ・スプタ・シッダーンタをバグダードに持ち込む。
- 773年 — ファザーリーがハーリフ・アッバーシード・アル・マンスール王の命によりブラーマ・スプタ・シッダーンタをアラビア語に翻訳する。
- 9世紀 — ゴヴィンダシュヴァーミ（英語版）がニュートン・ガウスの補間公式を発見し、アリヤバータの正弦関数表の分数形式を与える。
- 810年 — 知恵の館がバグダードに建設され、ギリシア語やサンスクリット語の数学書のアラビア語への翻訳が開始される。
- 820年 — ペルシア人の数学者フワーリズミー（代数学の父）が約分と消約の計算の書（英語版）（ヒサーブ・アル＝ジャブル・ワル＝ムカーバラ、Al-Jabr）を著す。この書籍は後に「代数」（アル・ジャブル、代数学の英語名Algebraの語源となった）として各言語に翻訳、版を重ねる。この書籍では代数学において一次方程式や二次方程式に対し解を求めるための体系化した方法論を述べている。算術に関する彼の書籍の翻訳により、西洋では12世紀にアラビア数字による10進法の記数法が紹介されることとなる。アルゴリズムという単語は彼の名前（ラテン語ではAlgorizmiと表記された）から採られたものである。
- 820年 — マーハーニー（英語版）が立方体倍積問題のような幾何学的問題を代数学の問題へと変換する方法を考案する。
- 850年頃 — キンディーが暗号理論に関する自著において暗号解読や頻度分析について考察する。
- 895年 — サービト・イブン・クッラ: 散逸している彼の書籍の内唯一残っている断片には、3次方程式の解法と性質が記されている。彼はピタゴラスの定理も一般化し、友愛数（それぞれが互いの約数の和であるような2つの数）の組を発見することにより、サービト数を発見する。
- 900年頃 — エジプトのアブー・カーミル・シュジャー・イブン・アサラム（英語版）が{\displaystyle x^{n}\cdot x^{m}=x^{m+n}}のような記号による数の記述を理解し始める。
- 940年 — アブル・ワファーがインドの記数法を使用して函数の根を得る。
- 953年 — アラビア数字を用いた算術において、「数を計算式上で動かし、移項した数を消す必要性が出てきた」ため、初めて塵板（持ち運びのできる黒板）の使用を必要とするようになった。アブー・ウッ＝ハサン・アッ＝ウクリーディスィー（英語版）が筆と紙を使用することによりこれらの方法を修正した。次第に、10進法を利用可能となった長所が地域全体に広まり標準的な表記法となり、これが世界に広まった。
- 953年 — カラジー（英語版）が幾何学的解法から完全に独立した代数学的解法を編み出し、現代の代数学の核となる解法の算術分類へと置き換える。彼は{\displaystyle x}、{\displaystyle x^{2}}、{\displaystyle x^{3}}、・・・、{\displaystyle 1/x}、 {\displaystyle 1/x^{2}}、{\displaystyle 1/x^{3}}、・・・といった単項式を人類で初めて定義し、これらの任意の2つの四則演算積に対し規則を定義した。彼は代数学の学校を創始、この学校は何百年にも渡り栄える。また、彼は冪乗が整数の場合に対する二項定理も発見した。これは「10進法に基づく数値解析の発展において重要な要素となった」。
- 975年 — バッターニーがインドにおける正弦関数や余弦関数の概念を拡張し、正接関数、正割関数、余割関数のような他の三角関数も導入する。また、以下のような公式を発見する{\displaystyle \sin \alpha =\tan \alpha /{\sqrt {1+\tan ^{2}\alpha }}}、{\displaystyle \cos \alpha =1/{\sqrt {1+\tan ^{2}\alpha }}}。

### 中世

#### 10～15世紀
- 1000年頃 — アブー・サフル・アル＝クーヒー (クーヒー)が2次以上の方程式を解く。
- 1000年頃 — アブー＝マフムード・ホジャンディー（英語版）がフェルマーの最終定理の特別な場合について初めて言及する。
- 1000年頃 — 正弦定理がムスリムの数学者により発見されたが、アブー＝マフムード・ホジャンディー、アブー・ナスル・マンスール（英語版）、アブル・ワファーの内誰が最初に発見したかについては明らかではない。
- 1000年頃 — ローマ教皇シルウェステル2世がアラビア数字による記数法を使用したアバカスをヨーロッパに紹介する。
- 1000年 — カラジーが数学的帰納法による人類初の証明を含む書籍を著す。彼はこれを二項定理やパスカルの三角形、立方数の和の証明に使用した[7]。彼は「微分積分学の理論を導入した初の数学者となった」[8]。
- 1000年頃 — イブン・ターヒル・アッ＝バグダーディー（英語版）が友愛数に関するサービト・イブン・クッラの様々な定理を研究し、10進法の記数法発展に大きく貢献する。
- 1020年 — アブル・ワファーが三角関数の加法定理として有名な以下の公式（sin (α + β) = sin α cos β + sin β cos α）を定式化する。彼はまた放物線の求積法や放物面の体積についても考察した。
- 1021年 — イブン・アル・ハイサムがアルハゼンの定理を幾何学的に定式化、解を与える。
- 1030年 — アリー・イブン・アフマド・ナサウィー（英語版）が10進法や60進法による記数法について扱った著書を書き上げる。彼の著書ではほぼ現代と同様の手法で平方根と立方根（57,342の平方根、3, 652, 296の立方根）の求め方を説明している[9]。
- 1070年 —  ウマル・ハイヤームが「Treatise on Demonstration of Problems of Algebra」の作成を始め、3次方程式の分類を行う。
- 1100年頃 — ウマル・ハイヤームが幾何学的解法に基づき、円錐曲線を用いて3次方程式の完全な分類を与えた。彼は3次方程式の一般的な幾何学的解法を初めて発見し、解析幾何学や非ユークリッド幾何学の発展の基礎を作った。彼は10進法による記数法を用いた関数の根も得た。
- 12世紀 — インド数字がアラブの数学者により洗練化され、現代のアラビア数字による記数法（現代の世界で一般的に使用されている数記法）が整備される。
- 12世紀 — アラビア数字による数記法がアラブ地域を通じてヨーロッパへと到達する。
- 12世紀 — バースカラ2世がリーラーヴァティ（英語版）（算術）を著す。この書籍では定義、算術用語、利子計算、算術級数と幾何級数、平面幾何学、立体幾何学、日時計の影、不定方程式の解法、組合せといった内容を扱っている。
- 12世紀 — バースカラ2世がビージャガニタ（英語版）（代数学）を著す。これは正の数が2つの2乗根を持つことについて触れた世界初の書籍である。
- 12世紀 — バースカラ2世が微分法を考案し、さらにロルの定理、ペル方程式、ピタゴラスの定理の証明を発見、さらに0で割った数は無限であることを証明する。また、円周率Πを10進法5桁まで求め、地球の公転周期を10進法で9桁まで求めている。
- 1130年 — アル＝サマワール（英語版）が代数の定義を与える。「算術家が既知の数を使用して問題を解く様に、代数はあらゆる算術法を用い未知数を駆使して問題を解く学問である。」[10]
- 1135年 — シャラフ・アッディーン・アル・トゥースィー（英語版）がイブン・アル・ハイサムに続いて代数学の幾何学への適用を行い、3次方程式の解法を記す。これは方程式を用いて曲線を研究する目的で別の代数への本質的な貢献をしており、代数幾何学の創始となった[10]。
- 1202年 — レオナルド・フィボナッチが自著算盤の書においてアラビア数字の使用法を実演してみせる。
- 1247年 — 南宋の数学者秦九韶が数書九章を出版する。
- 1260年 — カマール・アッディーン・アル＝ファーリスィー（英語版）がサービト・イブン・クッラの定理に関する新たな証明を与え、因数分解や組合せ数学に関する重要な新たな方法を導入した。彼はまた、友愛数である17296と18416の組を与え、サービト・イブン・クッラとともにピエール・ド・フェルマーの業績に貢献を残した[11]。
- 1250年頃 — ナスィールッディーン・トゥースィーが非ユークリッド幾何学の定義整備を試みる。
- 1303年 — 朱世傑が四元玉鑑（中国語版）を出版する。この書籍では三角形における二項係数を求める古典的方法を取り扱っている。
- 14世紀 — インドの数学者マーダヴァ（サンガマグラーマのマーダヴァ、ケーララ学派の創始者）が解析学の父と考えられている。彼は円周率や正弦関数、余弦関数に対する冪級数に関して業績を残し、他のケーララ学派の数学者とともに微分積分学の重要な概念を生み出した。
- 14世紀 — ケーララ学派の数学者パラメーシュヴァラ（英語版）がテイラー級数展開に相当する正弦関数の級数展開を発見し、微分法の平均値の定理について述べた、また、彼は四角形の外接円の半径を与えた世界初の数学者となった。
- 1400年 — マーダヴァが逆正接関数の級数展開、及び逆正接関数と正弦関数の無限級数を発見し、円の円周を計算する多くの方法を発明する。これらを用いて、円周率Πの値を11桁まで求める。
- 1400年頃 — アル＝カーシーが代数的数だけでなく、円周率Πのような実数をも近似する10進小数の開発に貢献する。10進小数に対する彼の貢献は非常に大きいため、長年に渡り彼は10進小数の発明者と考えられていた。10進小数の発明者ではなかったものの、アル＝カーシーは数世紀後にパオロ・ルフィニとウィリアム・ジョージ・ホーナーにより与えられる事となる冪根を計算する方法の特別な場合について、計算するためのアルゴリズムを与えた。また、彼は算術やアラビア数字を用いた記数法において、小数点を初めて導入した。彼の作品の中には「計算の鍵、数学における発見、小数点」や「0の効用」がある。「0の効用」の内容は序章に続いて、「数の算術」、「分数の算術」、「星の運行」、「面積」、「未知数の解法」の5つの分野にわかれている。彼は、「正弦関数と弦」や「1次の正弦の値を求める方法」と言った著作も残した。
- 15世紀 — イブン・アル＝バンナ（英語版）とアル＝カラサーディー（英語版）が代数学、さらには数学に対し一般的な数学記号を導入した[10]。
- 15世紀 — ケーララ学派の数学者ニーラカンタ・ソーマヤージ（英語版）が「アールヤバティーヤ注解」を著す。この中には無限級数展開、代数学の問題、球面幾何学に関する業績が含まれている。
- 1424年 — アル＝カーシーが円に内接、外接する多角形を用いて円周率Πを小数第16位まで求める。
- 1427年 — アル＝カーシーが「計算法の鍵」を完成させる。この書籍は10進小数について深い考察を含んでおり、複数の幾何学の問題を含む様々な問題の解法に対する演算的、代数学的方法を示している。
- 1478年 — トレヴィーゾ・アリスメティクが書かれる。（作者不詳）
- 1494年 — ルカ・パチョーリが「スムマ（Summa de arithmetica, geometria, proportioni et proportionalità）」を著す。この書籍では、不明な数にco（cosa）を当てた原始的な記号代数が導入されている。

#### 近代

##### 16世紀
- 1501年 — ニーラカンタ・ソーマヤージがタントラサングラハ（英語版）を著す。
- 1520年 — シピオーネ・デル・フェッロが特定の3次方程式（x2の項がない3次方程式）を解くための方法を開発するが、出版しなかった。
- 1522年 — アダム・リースがアラビア数字の使用法とローマ数字に対する優越性について説明する。
- 1535年 — ニコロ・フォンタナ・タルタリアが独立に2次の項がない3次方程式を解くための方法を開発するが、公表しなかった。
- 1539年 — ジェロラモ・カルダーノが2次の項がない3次方程式を解くためのタルタリアの方法を学び、3次方程式において2次の項を消去する方法を発見、これによりあらゆる3次方程式を解くための方法が生み出される。
- 1540年 — ルドヴィコ・フェラーリが四次方程式を解く。
- 1544年 — ミヒャエル・シュティフェル（英語版）が「整数の算術（Arithmetica integra）」を出版する。
- 1550年 — ケーララ学派の数学者であるジャヤスタデーヴァ（英語版）がユクティバーサ（英語版）を著す。これは世界初の微分法に関する書籍であり、多くの微分学の定理や公式の詳細な由来について記述している。
- 1572年 — ラファエル・ボンベリが代数学の論文を著し、3次方程式を解くために虚数を使用する。
- 1584年 — 朱載堉が平均律を計算する。
- 1596年 — ルドルフ・ファン・コーレンが円に内接する多角形と円に外接する多角形を用いて円周率πを20桁まで計算する。

##### 17世紀
- 1614年 — ジョン・ネイピアが自著「素晴らしい対数表の使い方（Mirifici Logarithmorum Canonis Descriptio）」において、ネイピア数（自然対数）について考察する。
- 1617年 — ヘンリー・ブリッグスが「Logarithmorum Chilias Prima」において、10進法の対数について考察する。
- 1618年 — ジョン・ネイピアが対数に関する著書の中でネイピア数（自然対数e）を初めて参照した書籍を出版する。
- 1619年 — ルネ・デカルトが解析幾何学を発見する。（ピエール・ド・フェルマーは自身もまた独立に発見したと主張した。）
- 1619年 — ヨハネス・ケプラーが星型正多面体の2つを発見する。
- 1629年 — ピエール・ド・フェルマーが微分法の基礎整備に貢献する。
- 1634年 — ジル・ド・ロベルヴァルがサイクロイドで囲まれた面積は通常の円の面積の3倍であることを示す。
- 1636年 — ムハンマド・バーキル・ヤズディー（英語版）がルネ・デカルトとほぼ同時期に9,363,58と9,437,056の友愛数の組を発見する[11]。
- 1637年 — ピエール・ド・フェルマーが自身が所有していたアレクサンドリアのディオファントスのアリスメティカの写本の頁にフェルマーの最終定理を証明したと記述する。
- 1637年 — ルネ・デカルトにより虚数という用語が初めて使用される。当時は軽蔑的な意味合いを持って用語が使用されていた。
- 1654年 — ブレーズ・パスカルとピエール・ド・フェルマーが確率の理論を生み出す。
- 1655年 — ジョン・ウォリスが「Arithmetica Infinitorum」を著す。
- 1658年 — クリストファー・レンがサイクロイドの長さは一般的な円の直径の4倍であることを示す。
- 1665年 — アイザック・ニュートンが微分積分学の基本定理を示し、自身の定義に従い微分積分学の基礎整備に貢献する。
- 1668年 — ニコラス・メルカトルとウィリアム・ブラウンカーが双曲線の面積を求める過程で対数の無限級数展開を発見する。
- 1671年 — ジェームス・グレゴリーが正割関数に関する級数展開を開発する。（元々はマーダヴァにより発見された）
- 1673年 — ゴットフリート・ライプニッツも自身の定義に従い微分積分学の基礎整備を行う。
- 1675年 — アイザック・ニュートンが平方根の計算に関するアルゴリズム、ニュートン法を発明する。
- 1680年代 – ゴットフリート・ライプニッツが記号論理学を使用する。
- 1691年 — ゴットフリート・ライプニッツが常微分方程式において、変数分離形にして解く方法を発見する。
- 1693年 — エドモンド・ハレーが死亡率と年齢の相関を調べ、死亡年齢の統計的解析を作る。
- 1696年 — ギヨーム・ド・ロピタルがある種の極限に対しロピタルの定理を記述する。
- 1696年 — ヤコブ・ベルヌーイとヨハン・ベルヌーイが最速降下曲線問題を解決する。これは変分法における最初の結果となった。

##### 18世紀
- 1706年 — ジョン・マチンが円周率πに関する逆正接関数の級数に関しより収束の早い級数を開発し、円周率πを100桁まで求める。
- 1712年 — ブルック・テイラーがテイラー級数を示す。
- 1722年 — アブラーム・ド・モアブルが三角関数と複素数を結びつけるド・モアブルの公式について言及する。
- 1724年 — アブラーム・ド・モアブルが死亡統計を研究し、「生者の年金（Annuities on Lives）」において年金の理論を創出する。
- 1730年 — ジェームズ・スターリング（英語版）が「微分法（The Differential Method）」を出版する。
- 1733年 — ジョヴァンニ・ジェローラモ・サッケーリが、ユークリッドの第五公準（平行線公準）が成り立たない場合幾何学が成立するか否かについて研究する。
- 1733年 — アブラーム・ド・モアブルが確率における二項分布を近似するため、正規分布を導入する。
- 1734年 — レオンハルト・オイラーが1次の常微分方程式を解くために積分因子を導入する。
- 1735年 — レオンハルト・オイラーがバーゼル問題を解く。これは円周率Πに関する無限級数と関連するものであった。
- 1736年 — レオンハルト・オイラーがグラフ理論を生み出すことでケーニヒスベルクの橋の問題を解決する。
- 1737年 — レオンハルト・オイラーがゼータ(オイラー積)を発見し、素数とゼータを結びつけた。
- 1739年 — レオンハルト・オイラーが定数係数をもつ一般斉次型一次常微分方程式の一般解を与えた。
- 1742年 — クリスティアン・ゴルトバハが、4以上のすべての偶数は2つの素数の和で表現できると予想する。（現代のゴールドバッハの予想）
- 1748年 — マリア・ガエターナ・アニェージが「Instituzioni Analitiche ad Uso della Gioventu Italiana」において解析学について議論する。
- 1761年 — トーマス・ベイズがベイズの定理を証明する。
- 1761年 — ヨハン・ハインリッヒ・ランベルトが円周率πが無理数であることを証明する。
- 1762年 — ジョゼフ＝ルイ・ラグランジュが発散定理を発見する。
- 1789年 — ユーリイ・ヴェガ（英語版）がマチンの公式を証明し、円周率πを10進法140桁まで求める。
- 1794年 —ユーリイ・ヴェガが「Thesaurus Logarithmorum Completus」を出版する。
- 1796年 — カール・フリードリヒ・ガウスが、正十七角形が定規とコンパスのみで作図可能であることを証明する。
- 1796年 — アドリアン＝マリ・ルジャンドルが素数定理を予想する。
- 1797年 — カスパー・ヴェッセル（英語版）は複素数をベクトルとして表現し（現代の複素数平面）、幾何学的用語を用いて複素数の四則演算を研究した。
- 1799年 — カール・フリードリヒ・ガウスが代数学の基本定理を証明する。（すべての多項式方程式は複素数の解を持つ）
- 1799年 — パオロ・ルフィニが5次以上の方程式は一般的な代数的な根の公式は存在しないとするアーベル-ルフィニの定理を部分的に解決する。

##### 19世紀
- 1801年 — カール・フリードリヒ・ガウスの数論に関する論文、Disquisitiones Arithmeticae（算術研究）がラテン語で出版される。
- 1805年 — アドリアン＝マリ・ルジャンドルが測定した数値の集合を適当な曲線を用いて近似する最小二乗法を導入する。
- 1806年 — ルイ・ポアンソが残っていた2つの星型正多面体を発見する。
- 1806年 — ジャン＝ロベール・アルガン（英語版）が代数学の基本定理の証明とアルガン図に関する書籍を出版する。
- 1807年 — ジョゼフ・フーリエが三角関数の級数展開に関する発見をしたと発表する。
- 1811年 — カール・フリードリヒ・ガウスが複素極限を持つ積分の意味について議論し、積分の選択経路におけるそのような積分の独立性について簡単に検証した。
- 1815年 — シメオン・ドニ・ポアソンが複素数平面において、曲線に沿った積分を実行する。
- 1817年 — ベルナルト・ボルツァーノが中間値の定理を提出する。中間値の定理とは、連続関数においてある一点が負の値をとり他のある一点が正の値を取る場合、値が0を取る点が少なくとも一点存在することを示している。
- 1822年 — オーギュスタン＝ルイ・コーシーが複素数平面における長方形の境界周辺の積分に関して述べたコーシーの積分定理を提出する。
- 1824年 — ニールス・アーベルが一般の5次方程式もしくは6次以上の方程式は平方根を含む代数学的操作により作られる一般的な公式によって解くことはできないことを示したアーベル-ルフィニの定理を部分的に証明した。
- 1825年 — オーギュスタン＝ルイ・コーシーが一般積分経路に対するコーシーの積分定理を提出した。彼は積分された関数は連続的に微分可能であることを前提として、複素解析学における留数の理論を導入した。
- 1825年 — ペーター・グスタフ・ディリクレとアドリアン＝マリ・ルジャンドルがフェルマーの最終定理のnが5の場合を証明する。
- 1825年 — アンドレ＝マリ・アンペールがストークスの定理を発見する。
- 1828年 — ジョージ・グリーンがグリーンの定理を発見する。
- 1829年 — ボーヤイ・ヤーノシュ、ガウス、ロバチェフスキーは双曲幾何学と呼ばれる非ユークリッド幾何学を創始する。
- 1831年 — ミハイル・オストログラツキーがラグランジュ、ガウス、グリーンにより早くから記述されていた発散定理を再発見し、最初の証明を与える。
- 1832年 — エヴァリスト・ガロアが代数方程式の可解性に関する一般的な条件を示し、群論やガロア理論の基礎を作る。
- 1832年 — ペーター・グスタフ・ディリクレがフェルマーの最終定理のnが14の場合を証明する。
- 1835年 — ペーター・グスタフ・ディリクレが素数に関するディリクレの算術級数定理を証明する。
- 1837年 — ピエール・ヴァンツェルは立方体倍積問題及び角の三等分は定規とコンパスのみでは作図不可能であることを証明し、一般多角形の作図問題を完全に解決する。
- 1841年 — カール・ワイエルシュトラスがローランの拡張定理を発見するも、出版せずに終わる。
- 1843年 — ピエール・アルフォンス・ローランがローランの拡張定理を発見、証明する。
- 1843年 — ウィリアム・ハミルトンが四元数の概念を発見し、その積が非可換であることを示す。
- 1847年 — ジョージ・ブールが自著「論理学の数学的分析（The Mathematical Analysis of Logic）」において記号論理学を定式化し、現代においてブール代数と呼ばれている物を定義する。
- 1849年 — ジョージ・ガブリエル・ストークスが孤立波は周期進行波の組み合わせにより生成可能であることを示す。
- 1850年 — ビクトル・ピュイズーは極と結節点の区別を行い、真性特異点の概念を導入する。
- 1850年 — ジョージ・ガブリエル・ストークスがストークスの定理を再発見し、証明する。
- 1854年 — ベルンハルト・リーマンがリーマン幾何学を導入する。
- 1854年 — アーサー・ケイリーが四元数は4次元空間において回転の表現のために使用可能であることを示す。
- 1858年 — アウグスト・フェルディナント・メビウスがメビウスの帯（メビウスの輪）を考案する。
- 1858年 — シャルル・エルミートが楕円関数とモジュラー関数を用いることで5次方程式の一般解を示す。
- 1859年 — ベルンハルト・リーマンが素数の分布について強い示唆を与えたリーマン予想を定式化する。
- 1870年 — フェリックス・クラインが双曲幾何学のための解析幾何学を構築、ユークリッドの第五公準の自己無矛盾性と論理的独立性を示す。
- 1872年 — リヒャルト・デーデキントが無理数を定義するため、現代においてデデキント切断と呼ばれる物を発明する。これは現代において超現実数を定義するために使用されている。
- 1873年 — シャルル・エルミートがネイピア数（自然対数e）が超越数であることを証明する。
- 1873年 — フェルディナント・ゲオルク・フロベニウスが正則特異点をもつ線形微分方程式の級数解を見つけるための方法を提案する。
- 1874年 — ゲオルク・カントールが、すべての実数の集合は不可算無限であるが、すべての実代数的数の集合は可算無限であることを証明する。彼の証明法（英語版）は有名な対角線論法を使用しておらず、1891年に出版された。
- 1882年 — フェルディナント・フォン・リンデマンが、円周率πは超越数であり、故に円と面積が等しい正方形を定規とコンパスのみで作図する（円積問題）ことは不可能であることを示す。
- 1882年 — フェリックス・クラインがクラインの壺を考案する。
- 1895年 — ディーデリク・コルトヴェーグ（英語版）とギュスターヴ・ド・フリース（英語版）が長方形の狭い区画の運河内で発生した浅水孤立波を記述するための方程式、KdV方程式を導出する[12]

。
- 1895年 — ゲオルク・カントールが集合理論に関する書籍を出版する。この書籍では無限濃度の四則演算と連続体仮説を扱っている。
- 1896年 — ジャック・アダマールとシャルル＝ジャン・ド・ラ・ヴァレー・プーサン（フランス語版）が独立に素数定理を証明する。
- 1896年 — ヘルマン・ミンコフスキーが数の幾何学（英語版）を創始する。
- 1899年 — ゲオルク・カントールが自身の集合理論に矛盾を発見する。
- 1899年 — ダフィット・ヒルベルトが「幾何学原理」において自己無矛盾性を持つ幾何学公理の集合を示す。
- 1900年 — ダフィット・ヒルベルトがヒルベルトの23の問題を提示する。この23の問題では将来数学的に解決が必要な問題が列挙されていた。

#### 現代

##### 20世紀
- 1900年 — ダフィット・ヒルベルトが未解決問題を扱った書籍、ヒルベルトの23の問題を出版する。
- 1901年 — エリ・カルタンが外微分を発明する。
- 1903年 — カール・ルンゲが高速フーリエ変換のアルゴリズムを示す。
- 1903年 — エトムント・ランダウが素数定理により簡明な証明を与える。
- 1908年 — エルンスト・ツェルメロが集合論を公理体系化（公理的集合論）し、カントールの矛盾の回避に成功する。
- 1908年 — ヨシップ・プレメリ（英語版）が与えられた一価群を用いた微分方程式の存在に関するリーマン問題を解決、ソホツキー＝プレメリ公式を用いる。
- 1912年 — ライツェン・エヒベルトゥス・ヤン・ブラウワーがブラウワーの不動点定理を提出する[14]。
- 1912年 — ヨシップ・プレメリがフェルマーの最終定理のnが5の指数の場合の簡明な証明を出版する。
- 1919年 — ヴィーゴ・ブルンが双子素数に対するブルン定数 B2を定義する[15]。
- 1928年 — ジョン・フォン・ノイマンがゲーム理論の原理を考案し、ミニマックス法を証明する[16]。
- 1930年 — カジミェシュ・クラトフスキがthree-cottage problemに解がないことを証明する。
- 1931年 — クルト・ゲーデルがゲーデルの不完全性定理を証明し、数学のあらゆる公理系は自己の不完全性もしくは無矛盾性を証明できないことを示す[17]。
- 1931年 — ジョルジュ・ド・ラームがコホモロジーと特性類に関する理論を創始する。
- 1933年 — カロル・ボルサック（英語版）とスタニスワフ・ウラムがボルサック・ウラムの定理（英語版）（ボルサック・ウラムの対蹠点定理）を提出する。
- 1933年 — アンドレイ・コルモゴロフが自著「確率論の基礎概念」を出版し、測度論に基づいた確率の公理について述べる。
- 1940年 — クルト・ゲーデルが連続体仮説と選択公理は両者とも集合理論の通常の公理では証明不可能であることを示す。
- 1942年 — ゴードン・ダニエルソン（英語版）とコルネリウス・ランチョスが高速フーリエ変換のアルゴリズムを開発する。
- 1943年 — ケネス・レーヴェンベルグ（フランス語版）が非線形最小二乗法を提案する。
- 1945年 — スティーヴン・コール・クリーネが実現可能性を導入する。
- 1945年 — ソーンダース・マックレーンとサミュエル・アイレンベルグが圏論を創始する。
- 1945年 — ノーマン・スティーンロッドとサミュエル・アイレンベルグがコホモロジーに関するアイレンベルク＝スティーンロッド公理系（英語版）を与える。
- 1948年 — ジョン・フォン・ノイマンが自己複製型コンピュータを数学的に研究する。
- 1949年 — ジョン・フォン・ノイマンが電子計算機ENIACを用いて円周率Πを2,037桁まで計算する。
- 1950年 — スタニスワフ・ウラムとジョン・フォン・ノイマンがセル・オートマトン力学系を考案する。
- 1953年 — ニコラス・メトロポリス（英語版）が熱力学の焼きなまし法アルゴリズムのアイデアを導入する。
- 1955年 — ハロルド・スコット・マクドナルド・コクセターらが一様多面体の完全なリストを出版する。
- 1955年 — エンリコ・フェルミ、ジョン・パスタ（英語版）、スタニスワフ・ウラムが非線形格子系のエネルギー分配問題を電気計算機で数値的に研究し、エネルギーの再帰現象を発見する[18]（フェルミ・パスタ・ウラムの問題）。
- 1956年 — ノーム・チョムスキーが形式言語のヒエラルキーを記述する。
- 1958年 — グロタンディーク＝リーマン＝ロッホの定理（英語版）に関するアレクサンドル・グロタンディークの証明が出版される。
- 1960年 — アントニー・ホーアがクイックソートのアルゴリズムを発明する。
- 1960年 — アーヴィング・リード（英語版）とギュスターヴ・ソロモン（英語版）がリード・ソロモン符号を提出する[19]。
- 1961年 — ダニエル・シャンクス（英語版）とジョン・レンチ（英語版）が逆正接関数の恒等性を用い、電子計算機IBM-7090を使用して円周率πを小数10万位まで求める。
- 1962年 — ドナルド・マーコート（英語版）がレーヴェンベルグ＝マーコート・アルゴリズムを提案する。
- 1963年 — ポール・コーエンが強制法を用いて、通常の集合論の公理系からは連続体仮説と選択公理いずれも証明不可能であることを示す。
- 1963年 — マーティン・クルースカル（英語版）とノーマン・ザブスキー（英語版）が連続極限におけるフェルミ・パスタ・ウラムの問題を解析的に研究し、KdV方程式がこのシステムを統御していることが発見される。
- 1963年 — 気象学者で数学者のエドワード・ローレンツが大気の乱流を単純化した数学モデルに対する解に関する書籍を出版する。これは一般にカオス的な振る舞いやストレンジアトラクター、ローレンツ・アトラクター、さらにはバタフライ効果として知られる。
- 1965年 — イランの数学者ロトフィ・ザデーが古典的集合論概念の拡張としてファジィ集合を考案する。
- 1965年 — マーティン・クルースカルとノーマン・ザブスキーがプラズマにおいて衝突する孤立波を数値的に研究し、孤立波は衝突後散乱しないことを発見する[20]。
- 1965年 — ジェイムズ・クーリー（英語版）とジョン・テューキーが高速フーリエ変換（FFT）のアルゴリズムを示す。
- 1966年 — E. J. Putzerが行列の多項式化により、行列の冪乗を算出する2つの方法を考案する。
- 1966年 — アブラハム・ロビンソンが超準解析を創始する。
- 1967年 — ロバート・ラングランズが数論や表現論に関する予想網、ラングランズ・プログラムを定式化する。
- 1968年 — マイケル・アティヤとイサドール・シンガーが楕円型微分作用素の指数に関するアティヤ＝シンガーの指数定理を証明する。
- 1973年 — ロトフィ・ザデーがファジィ論理の分野を創始する。
- 1975年 — ブノワ・マンデルブロがフラクタルに関する論文、「Les objets fractals, forme, hasard et dimension」を提出する。
- 1976年 — ケネス・アッペル（英語版）とヴォルフガング・ハーケンがコンピュータを使って四色定理を証明する。
- 1981年 — リチャード・P・ファインマンが「コンピュータを用いた物理のシミュレート」 という講演を行う。 （1980年にユーリイ・マニンが著書「可算と不加算」（ロシア語）において量子コンピュータに関する同じアイデアを提案していた。）
- 1983年 — ゲルト・ファルティングスがモーデル予想を証明する。これにより、フェルマー方程式 xn + yn = znに整数解が存在するならばそれは有限個にすぎないことが示された。
- 1983年 — 数百人の数学者と30年の時を費やした共同作品である有限単純群の分類が完成する。
- 1985年 — ルイ・ド・ブランジュがド・ブランジュの定理（ビーベルバッハ予想）を証明する。
- 1987年 — 金田康正、デヴィッド・ハロルド・ベイリー（英語版）、ジョナサン・ボーウェイン（英語版）、ピーター・ボーウェイン（英語版）が楕円積分に関する反復型モジュラー方程式近似を用い、スーパーコンピュータのNECのSX-2を使用して円周率Πの値を1億3400万桁まで求める。
- 1991年 — アラン・コンヌとジョン・ロット（英語版）が非可換幾何学を創始する。
- 1992年 — デイヴィッド・ドイッチュとリチャード・ジョザ（英語版）がドイッチュ・ジョザのアルゴリズムを示す[21]。これはいかなる決定論的な古典的アルゴリズムよりも指数的に早く収束する量子アルゴリズム（英語版）の初の例となった。
- 1994年 — アンドリュー・ワイルズが谷山・志村予想を部分的に解決し、フェルマーの最終定理の証明を与える。
- 1994年 — ピーター・ショアが素因数分解に関する量子アルゴリズム（英語版）であるショーのアルゴリズムを定式化する。
- 1998年 — トーマス・キャリスター・ヘイルズ（英語版）がケプラー予想を証明する。
- 1999年 — 谷山・志村予想が完全に解決される。
- 2000年 — クレイ数学研究所が7つの古典的な数学の重要な未解決問題をミレニアム懸賞問題として提示する。

##### 21世紀
- 2002年 — インド工科大学カーンプル校（英語版）所属のマニンドラ・アグラワル、ナイティン・サクセナ（英語版）、ニラジュ・カヤルが、与えられた数が素数であるか否かを無条件に決定的多項式時間で決定するアルゴリズム、AKS素数判定法を提出する。
- 2002年 — 金田康正をはじめとする研究チームが日立製作所の64ノードスーパーコンピュータを用いて円周率πの値を10進数で1兆2411億桁まで求める。
- 2002年 — プレダ・ミハイレスクがカタラン予想を証明する。
- 2003年 — グリゴリー・ペレルマンがポアンカレ予想を証明する。
- 2007年 — 北米とヨーロッパの共同研究チームがリー群のE8をマッピングするためコンピュータネットワークを使用した[22]。
- 2009年 — ゴ・バオ・チャウにより、ラングランズ・プログラムの基本補題に数学的証明が与えられる[23]。
- 2013年 — テレンス・タオが素数が極端に偏ることなく分布することに関する素数の新定理発見[24][25][26]。
- 2013年 — ハラルド・ヘルフゴットは弱いゴールドバッハ予想を証明したとする論文を発表[27][28]。
- 2019年 ー ルイス・モーデルが提唱した「３つの立法数を足し引きすることにより、1～100の数をすべてつくれるか」という問題で、最後まで残っていた42が世界中のコンピュータ50万台をつなぐグリッド・コンピューティングで発見される[29]。
- 2019年12月 - テレンス・タオが「コラッツの問題」について偏微分方程式を用いて、「ほとんどすべての正の整数において正しい」とする論文を発表[30]。
- 2023年 ー 9番目のデデキント数がChristian (2023) と Lennart (2023) の二人により同時に計算された[31]。デデキント数の新たな発見は32年ぶり[31]。

## 註
1. この記事はNiel Brandt (1994) の年表に基づいており、ウィキペディアにおける使用の許可を得ています。（英語版のノートを参照のこと。）
2. 1966年、IBMは1000年から1950年までの数学に関する「Men of Modern Mathematics」と呼ばれる有名な年表のポスターを出版した。これは数学者（主に西洋）や彼らの数学的功績に関する個人的な物語に基づいている。このポスターはカリフォルニア大学ロサンゼルス校教授Raymond Redhefferにより提供された数学者に関する内容とともに、Charles Eamesによりデザインされた。